# 楠瀬喜多

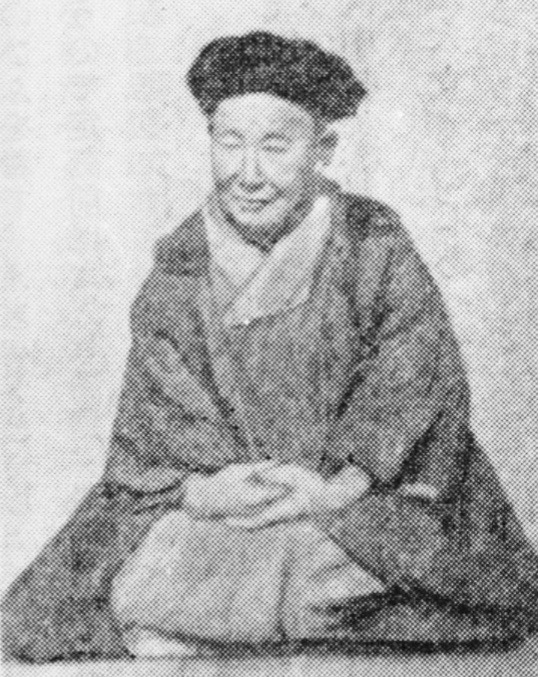
楠瀬喜多（1920年頃撮影）

楠瀬 喜多（くすのせ きた、天保7年9月9日〈1836年10月18日〉 - 大正9年〈1920年〉10月18日）は、日本の婦人運動家。高知県（当時の土佐藩）生まれ。通称、民権ばあさん。

## 経歴
1836年に当時の土佐藩で、車力の人夫頭だった袈沙丸儀平の長女として生まれる。1854年には土佐藩の剣道指南役を勤める楠瀬実と結婚するが、1874年に死別。2人の間には養子を含めて子供がいなかったので、楠瀬が戸主として相続した。
戸主として納税しているにもかかわらず、1878年の高知県区会議員選挙では女性であることを理由に投票が認められなかった。当時の府県会規則には「選挙資格は、満20歳以上の男子で、その郡区内に本籍を定め、地租5円以上を納める者（同法第14条）」と定められていたものの、府県会の下部組織である区町村会については郡区町村編制法に全国的な統一基準が設けられていなかったためである。
これに対し、楠瀬は女性であるだけで選挙権が認められないことに抗議して税金を滞納したところ、高知県から督促状が届いたため、「納税しているのに、女だからという理由で投票できないのはおかしい。権利と義務は両立するはず。投票できないなら税金も納めない。」とする抗議文を高知県庁へ提出した。だが高知県側が楠瀬の要求の受け入れを拒否したため、楠瀬は内務省にまで意見書を提出した。結果的にこの選挙での投票はかなわなかったものの、1880年9月20日に政府より区町村会法が発布され、区町村会選挙規則制定権が各区町村会で認められた。これにより、上町町議会では日本で初めて、戸主に限って女性参政権が正式に認められるに至った。その後、隣の小高坂村でも同様に認められた。
しかし、1884年に政府が区町村会法を改正し、規則制定権を区町村会から取り上げ、参政権は男性のみと規定された。それでも、夫との死別後から板垣退助に共鳴した楠瀬は立志社の自由民権運動に参加し、自ら壇上にも立って阿波（徳島県）、讃岐（香川県）などに遊説した他、高知を訪れる若い民権活動家を自宅に泊めるなど女性解放運動を続け、楠瀬の名は「民権ばあさん」として知れわたった。
楠瀬は晩年まで政治への関心を持ち続け、河野広中のつてで衆議院を4回傍聴した。1920年、大正デモクラシーが叫ばれる最中に亡くなった。84歳没。

## 楠瀬喜多をモデルにした作品
NHK朝ドラの「らんまん」第16回（2023年4月24日放送）以降、島崎和歌子演じる「民権ばあさん」として、楠瀬喜多をモデルとする楠野喜江が登場した。

## 史跡・史料
現在、楠瀬の婦人参政権運動を記念して、高知市上町2丁目の高知市立第四小学校の校門そばには「婦人参政権発祥之地」と刻まれた碑が残る。また、高知市立自由民権記念館には、1枚だけ残された楠瀬喜多の肖像写真が収蔵されている。この肖像写真をはじめ、楠瀬喜多の没後100年に合わせて、同館で企画展が開催された。